# Musée du Guangdong
Le musée du Guangdong (chinois : 广东省博物馆 ; pinyin : guǎngdōng shěng bówùguǎn), est un musée situé à Canton en République populaire de Chine. Il a ouvert dans un nouveau bâtiment d'une superficie de 41 027 m² en 2010, bien que le musée ait été créé en 1959.

## Les collections
Très importante collection de peintures de l'école de Lingnan. Une galerie entière est consacrée à l'art de la sculpture sur bois qui s'est développé à Chaozhou (il s'agit de woodcarvings, des éléments de bois sculptés, laqués et éventuellement dorés de la période 1851-1911, et non de xylogravure pour l'impression de motifs sur du papier). Plusieurs collections témoignent de la richesse de l'art chinois ancien. Des porcelaines et poteries de Chaozhou, ainsi que des pierres à encre sculptées datant des Song aux Qing et un étrange ruyi en corail aux fleurs en bouton et un autre en bois sculpté de fleurs épanouies.
Le musée présente aussi une collection de minéralogie ainsi qu'un ensemble de fossiles.
Le musée accueille aussi les expositions temporaires les plus diverses. 

## Galerie

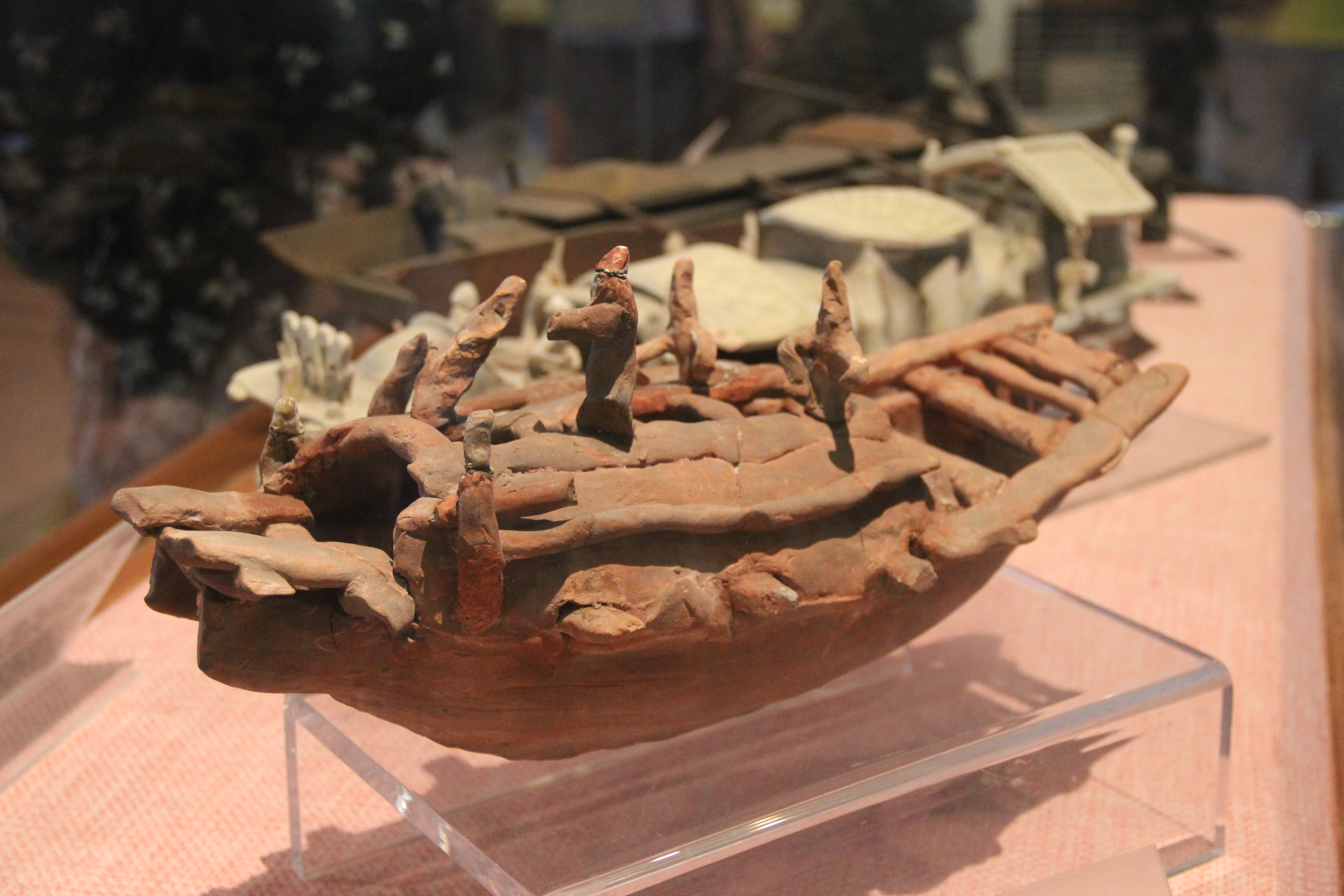
Bateau. Terre cuite. Dynastie Han
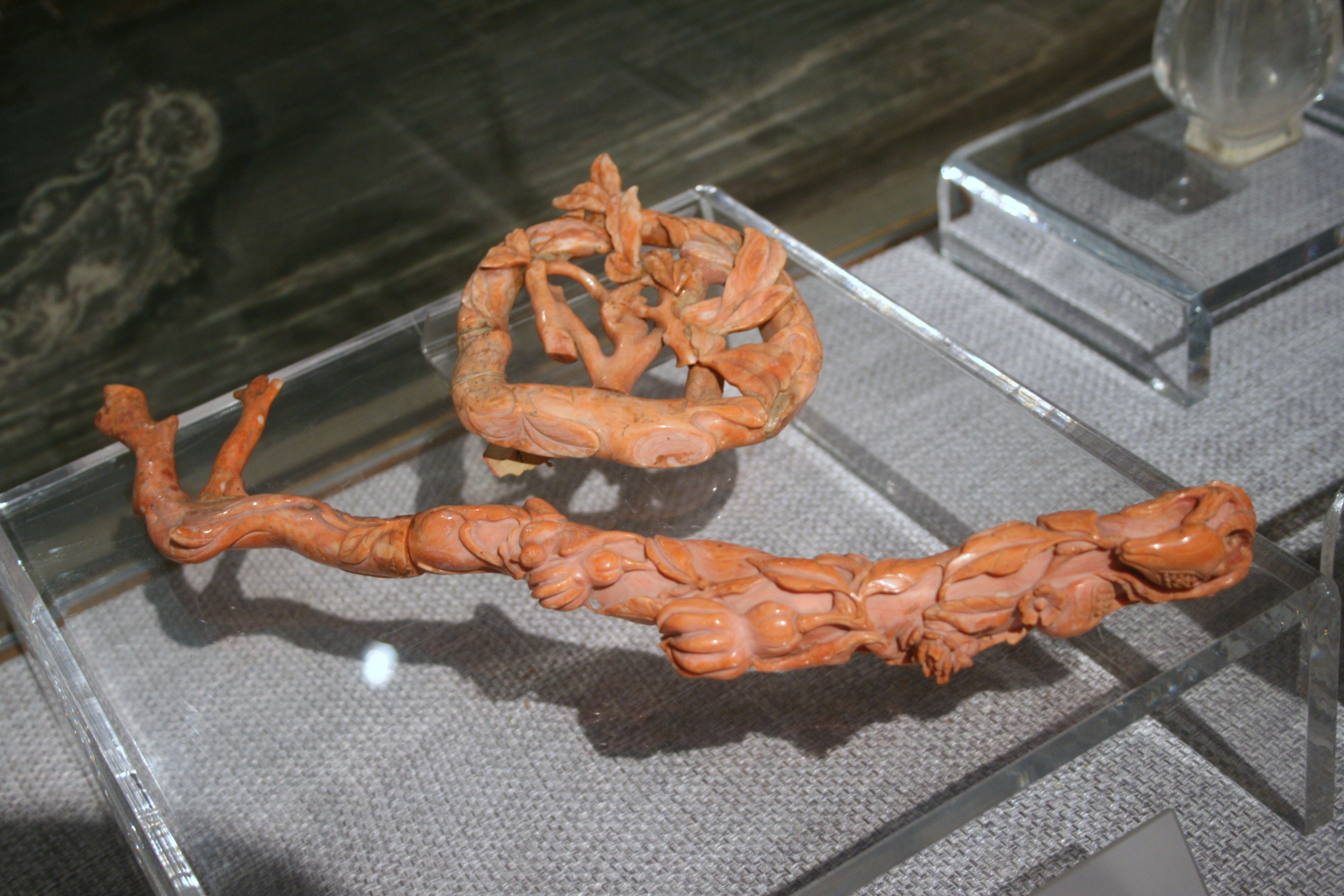
« Sceptre »  ruyi. Corail. Dynastie Qing
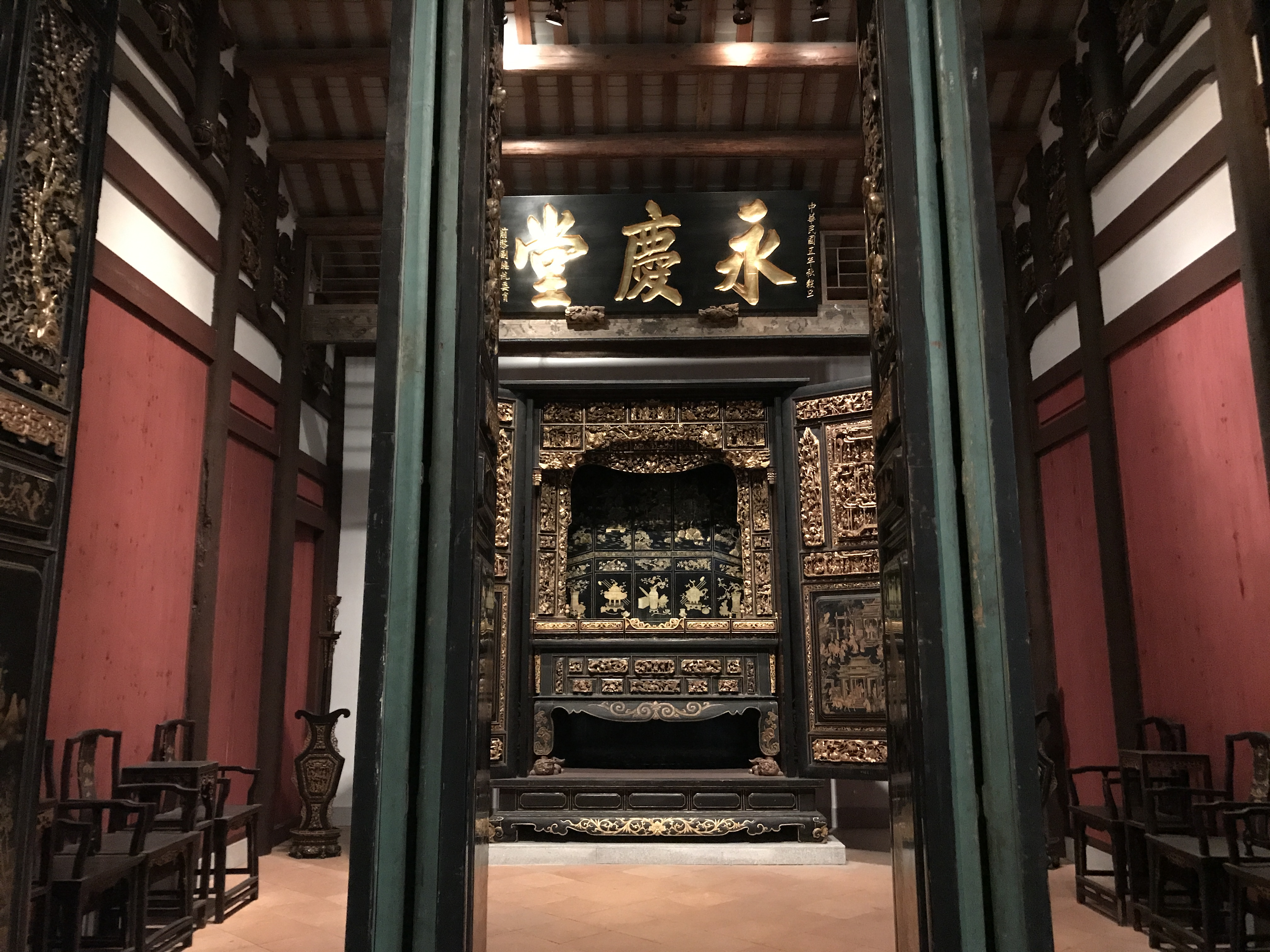
Maison traditionnelle de Chaozhou au musée du Guangdong
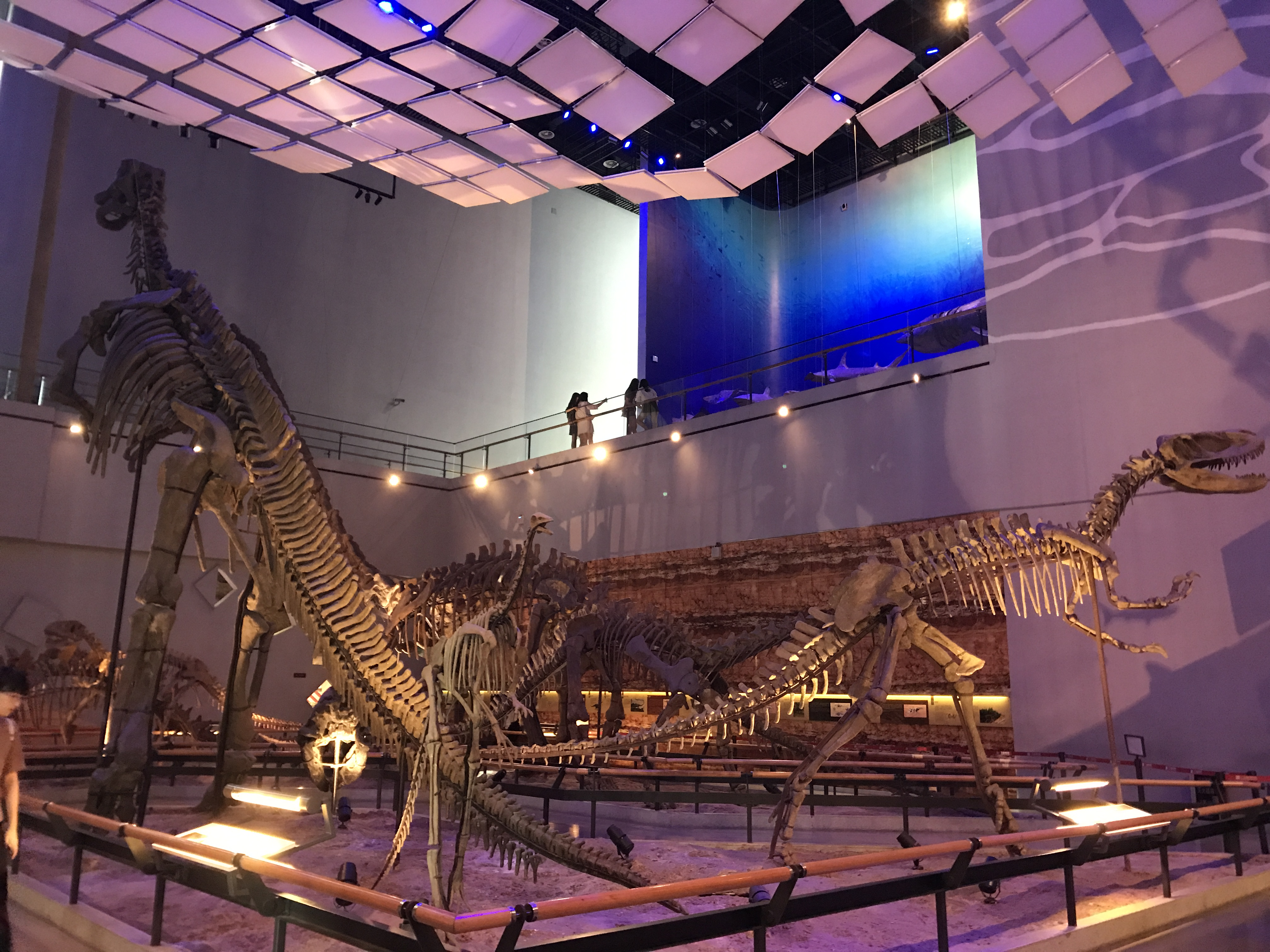
Dinosaures